# Neopanorpa cavaleriei
Neopanorpa cavaleriei är en näbbsländeart som först beskrevs av Navás 1908.  Neopanorpa cavaleriei ingår i släktet Neopanorpa och familjen skorpionsländor. Inga underarter finns listade i Catalogue of Life.